# La Sauvetat-de-Savères
La Sauvetat-de-Savères é uma comuna francesa na região administrativa da Nova Aquitânia, no departamento Lot-et-Garonne. Estende-se por uma área de 6,93 km². Em 2010 a comuna tinha 544 habitantes (densidade: 78,5 hab./km²).